# Colonial Office

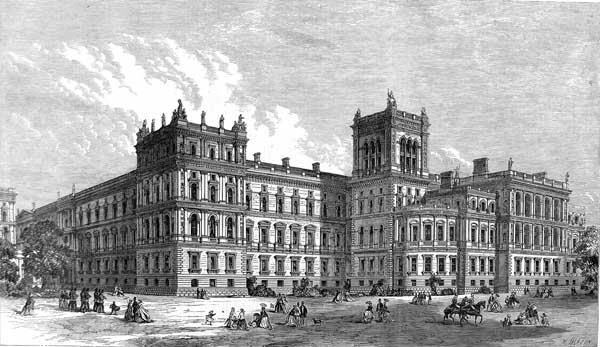
Foreign and Commonwealth Offices byggnad 1866.

Colonial Office var ett brittiskt ministerium, som skapades för att behandla koloniala frågor rörande Brittiska Nordamerika, men också hade hand om frågor för hela Brittiska imperiet. Det leddes av Storbritanniens koloniminister.

### Fotnoter
1. ↑  ”Colonial Office” (på engelska). The Canadian Encylopedia. http://www.thecanadianencyclopedia.com/en/article/colonial-office/. Läst 8 november 2015.